# Krisztin Sára
Krisztin Sára (Balassagyarmat, 1991. április 11. –) válogatott magyar labdarúgó, a svájci Grasshopper játékosa.

## Pályafutása

### Klubcsapatban
A Femina csapatában kezdte a labdarúgást. Az élvonalban 2007-ben mutatkozott be. Tagja volt a 2007–08-as idényben bajnokságot nyert csapatnak. 2007 augusztusában szerepelt a csapat BL csoportkör mérkőzésein Moldovában. A kazah Alma KTZH csapata ellen gólt is szerzett.
2007 és 2009 között 43 bajnoki mérkőzésen 11 gólt szerzett. A 2009-es év nyarán Szlovákiába, az FC Union Nové Zamky csapatába igazolt. A 2012-13-as idényben csapatával bajnokságot nyert, és csapatkapitányként vezethette csapatát Ciprusra a BL csoportkör mérkőzéseire. A Moldav (Goliador-SS11) csapata ellen 2 gólt is szerzett.

### A válogatottban
2015 óta három alkalommal szerepelt a válogatottban.

## Sikerei, díjai
- Femina
  - Magyar bajnokság: 2007–08

- Union Nové Zámky
  - Szlovák bajnokság: 2012-13, 2013-14

## Statisztika

### Mérkőzései a válogatottban
| Magyarország | Magyarország       | Magyarország | Magyarország | Magyarország | Magyarország     | Magyarország | Magyarország | Magyarország |
| #            | Dátum              | Helyszín     | Hazai        | Eredmény     | Vendég           | Kiírás       | Gólok        | Esemény      |
| ------------ | ------------------ | ------------ | ------------ | ------------ | ---------------- | ------------ | ------------ | ------------ |
| 1.           | 2015. június 11.   | Szombathely  | Magyarország | 2 – 1        | Szlovénia        | barátságos   | -            | 46'          |
| 2.           | 2015. augusztus 1. | Balatonfüred | Magyarország | 4 – 4        | Szlovákia        | Balaton-kupa | -            | 58'          |
| 3.           | 2015. augusztus 3. | Balatonfüred | Magyarország | 2 – 0        | Fehéroroszország | Balaton-kupa | -            | 61'          |
|              | Összesen           |              |              | 3            | mérkőzés         |              | 0            | gól          |